# Mario Ardissone
Mario Ardissone (Vercelli, Provincia de Vercelli, Italia, 9 de octubre de 1900 - Vercelli, Provincia de Vercelli, Italia, 15 de septiembre de 1975) fue un futbolista italiano. Se desempeñaba en la posición de centrocampista.

## Selección nacional
Fue internacional con la Selección de fútbol de Italia en 2 ocasiones. Debutó el 20 de enero de 1924, en un encuentro amistoso ante la selección de Austria que finalizó con marcador de 4-0 a favor de los austriacos.

## Clubes
| Club                | País   | Año         |
| ------------------- | ------ | ----------- |
| Pro Vercelli Calcio | Italia | 1919 - 1935 |

## Palmarés

### Campeonatos nacionales
| Título              | Club                | País   | Año     |
| ------------------- | ------------------- | ------ | ------- |
| Campeonato Italiano | Pro Vercelli Calcio | Italia | 1920-21 |
| Campeonato Italiano | Pro Vercelli Calcio | Italia | 1921-22 |